# Jeanne de Joannis
Jeanne Élisabeth Octavie de Joannis, née le 7 août 1877 à Bilbao en Espagne et morte le 8 mai 1961 à Montrouge, est une infirmière protestante, directrice de l’Institut de service social de Montrouge.

## Biographie
Sa famille est originaire de Neuchâtel en Suisse. Jeanne de Joannis est une des filles du marquis Léon de Joannis (1835-1892), directeur de l’usine de Dietrich à Mouterhouse, et d’Octavie de Dietrich, tous deux protestants.

### Études
Elle est présentée à la philanthrope Gabrielle Alphen-Salvador, qui fonde l’Association d’assistance aux malades (ADAM) rue Amyot, dans le Ve arrondissement de Paris. Elles sympathisent immédiatement. Enthousiasmée par sa visite de la Maison de santé protestante évangélique de Nîmes, Jeanne lui fait la description de son organisation.
Elle obtient le brevet élémentaire. Elle suit trois années de cours à la Sorbonne en auditrice libre. Grâce à des séjours à l’étranger, elle parle couramment l’anglais et l’allemand. En 1903, elle obtient un diplôme supérieur de la société Croix-Rouge de l’Union des femmes de France (UFF).  De 1903 à 1905, elle suit deux ans de scolarité à l’ADAM. De 1906 à 1912, elle accepte épisodiquement un poste de surveillante. En 1906, elle devient surveillante à la Maison de santé du Dr Henri Albert Hartmann, professeur agrégé, chirurgien de l’hôpital Lariboisière. Elle y travaille occasionnellement jusqu’en 1912. En 1910, elle parfait sa formation d’infirmière à Londres en se familiarisant avec les méthodes de Florence Nightingale.

### Parcours  professionnel
Elle part, en octobre 1912, pendant cinq mois pour diriger l’hôpital de Casablanca (Maroc) avec une équipe de l’UFF. À son retour, en 1913, elle accepte la direction de l’ADAM.
En août 1914, elle s’engage comme infirmière dans une équipe formée par l’UFF. Elle prend d’abord la direction d’un hôpital militaire à Gérardmer.
En août 1915, après avoir travaillé dans différents hôpitaux militaires en France, elle part avec sa sœur et une équipe d’infirmières qualifiées rejoindre l’armée d’Orient à Salonique. Elle fait appel à l’UFF pour constituer une équipe d’infirmières qualifiées. Cette équipe est composée entre autres du Dr Rivet, du Dr Henri Albert Hartmann (sous la direction duquel elle a travaillé à Paris), d’Eva Durrleman, de Thérèse Matter, de Léa Ménard (toutes les trois diplômées de la Maison de santé protestante de Bordeaux (MSP), de Yolande Oberkampf (1874-1964), et des pasteurs aumôniers Henri Clavier, futur professeur d’histoire religieuse à la Faculté de théologie de Strasbourg, et Alfred Escande (1882-1974). C’est à Salonique que la sœur de Jeanne se marie avec le général Maurice Sarrail (1856-1929), qui vient d’être nommé à la tête de l’armée d’Orient en remplacement du général Henri Gouraud, blessé.
En 1919, elle reprend son poste de directrice de l’ADAM, ce qui provoque la démission d’une des responsables de l’association,  le Dr Nicole Girard-Mangin, qui n’avait pas été avertie de sa nomination et qui ne la jugeait pas assez qualifiée pour occuper ce poste.
Dès 1921, elle participe au bureau des infirmières au ministère de l'Hygiène et de  la Prévoyance sociale, elle est membre du Conseil de perfectionnement des écoles des infirmières.
Elle fait partie, en 1923, du premier conseil de l’Association d’hygiène sociale de l’Aisne (AHSA), à côté de la philanthrope américaine Anne Morgan (1873-1952), une des plus riches héritières du monde, vice-présidente du Comité américain des régions dévastées (CARD), de  Anne Murray-Dike (1875-1929), représentante à Paris du CARD, de Miss Julia Stimson, doyenne des nurses de l'armée américaine, de Miss Olmsted, chef-nurse, Ligue des sociétés Croix-Rouge, de Miss Evelyn Walker, Américaine directrice du service d'hygiène et des nurses visiteuses du CARD, de Juliette Delagrange, surintendante des infirmières au ministère des Régions libérées. Jeanne reçoit une bourse du CARD pour faire un voyage d’études aux Etats-Unis afin de pouvoir assumer la direction du futur hôpital-école Washington-La Fayette souhaité par Anne Morgan et le CARD.
Dès les années trente, elle fait former ses élèves à l'AHSA de Soissons en contrepartie d'une rémunération pour cette association.
Elle adhère à l’Association nationale des infirmières diplômées de l’État français (Anidef) dès sa création par Léonie Chaptal. Elle en devient secrétaire de 1926 à 1936. Dès 1925, Jeanne est la collaboratrice de Juliette Delagrange au Bureau des infirmières, où elle est chargée de mission pour les écoles d'infirmières hospitalières. Elle collabore étroitement avec Léonie Chaptal et Antoinette Hervey. En 1937, elle devient présidente de l’Anidef et le reste jusqu’en 1948. Elle participe à de nombreux congrès internationaux.
Le projet de financement d’un hôpital-école connaît des vicissitudes. Il se porte sur la fondation d’une école de service social, dont les modalités du diplôme voient le jour en 1932. C’est ainsi qu’en 1932, Jeanne devient la directrice de l’Institut de service social de Montrouge, financé avec l’argent du CARD et d’Anne Morgan et cet institut devient une grande référence française pour former des assistantes sociales. A la même année, le diplôme d'assistante sociale est déclaré au Journal Officiel. Jeanne y laisse le souvenir d’une femme distinguée et d'une excellente éducatrice.
Elle prend sa retraite en 1953, mais reste logée dans l’école. Elle meurt en mai 1963.

## Distinctions honorifiques
Elle est faite chevalier de la Légion d’honneur en qualité d’infirmière major de l’Union des femmes de France en 1921. Elle a reçu la croix de guerre avec palmes et elle est chevalier de l’ordre de la Santé publique.

## Archives
- Archives du ministère de la Santé, bureau des infirmières (1925-1938) et comptes rendus du Conseil de perfectionnement des écoles d’infirmières et de service social.
- Archives départementales de la Seine, série DX6, brochures des associations loi de 1901, DX6-18, historique de l’Association des infirmières visiteuses de France.
- Archives de la fondation Rockefeller, New York.
- Archives de l’Association Anne Morgan, Soissons (Aisne) : archives de l’Association d’hygiène sociale de l’Aisne, 1923-1952.
- Archives du Comité américain des régions dévastées (CARD), Musée national de la coopération franco-américaine, Blérancourt (Aisne).